# 마에다 고이치
마에다 고이치(일본어: 前田 晃一, 1991년 5월 28일 ~ )는 일본의 전 축구 선수이다.

## 구단 경력
과거 FC 류큐, 레노파 야마구치 FC, 후지에다 MYFC에서 활동하였다.